# GU-Racing International
GU-Racing International es una escudería de carreras alemana bajo el control de Günther Unterreitmeier. El equipo fue fundado en 2003.
GU-Racing International ha competido en muchos campeonatos como en la Superleague Fórmula, al mando de los clubes Olympiacos CFP, el FC Basel y Galatasaray S.K. También ha operado en la A1GP con el Team Germany. GU-Racing International también ha tenido un éxito compitiendo en el campeonato en la Fórmula BMW y Fórmula Renault en el mundo.
Posee una escuela de pilotos en el Circuito RennArena, en la Isla de Mallorca, propiedad de la escudería.

## Superleague Formula
En la Superleague Formula, GU-Racing International opera desde 2008,con los equipos de la Superleague Formula Olympiacos CFP y el FC Basel. En 2008, el ranking fue el 15 y el Olympiacos FC Basilea 17. en el 2009 el mejor resultado en el campeonato fue un 3 º puesto, alcanzado por el Olympiacos CFP en la primera ronda del campeonato 2009.
En la Temporada 2010 de Superleague Fórmula, el FC Basel quedaría tercero en el campeonato y el Olympiacos cuarto, los dos consiguieron los puntos suficientes, sumados a los del Galatasaray, para que GU-Racing de proclamara campeona de escuderías de esa temporada.